# Meloksykam
Meloksykam – wielofunkcyjny związek organiczny, stosowany jako lek z grupy niesteroidowych leków przeciwzapalnych (NLPZ). Działa przeciwzapalnie poprzez hamowanie aktywności cyklooksygenazy 2 (COX-2), uczestniczącej w syntezie prostaglandyn. Wykazano, że meloksykam w większym stopniu hamuje aktywność enzymu COX-2 niż COX-1. To preferencyjne hamowanie aktywności COX-2 powoduje, że meloksykam hamuje syntezę prostaglandyn w miejscu toczących się procesów zapalnych, a znacznie słabiej w obrębie przewodu pokarmowego i nerek. Badania kliniczne wykazały mniejszą częstość występowania objawów niepożądanych ze strony przewodu pokarmowego (włączając w to owrzodzenia, perforacje i krwawienia) podczas stosowania meloksykamu w zalecanych dawkach, niż podczas stosowania innych niesteroidowych leków przeciwzapalnych.
Meloksykam jest dobrze wchłaniany po podaniu doustnym. Stężenie leku w stanie stacjonarnym jest osiągane w surowicy krwi po 3 do 5 dniach stosowania, długotrwałe przyjmowanie leku przez okres dłuższy niż rok nie wpływa na wielkość stężenia w stanie stacjonarnym. Stężenie leku w surowicy krwi jest proporcjonalne do przyjętej dawki. Meloksykam łatwo przenika do mazi stawowej, osiągając w niej stężenie równe połowie stężenia w osoczu. Ponad 99% leku wiąże się z białkami osocza krwi. W organizmie lek podlega intensywnym przemianom metabolicznym (utlenieniu) i mniej niż 5% dawki dobowej jest wydalane w postaci niezmienionej z kałem, a jedynie śladowe ilości leku w postaci niezmienionej są wydalane w moczu. Metabolity są wydalane w równych proporcjach w moczu i z kałem. Zarówno niewydolność wątroby, jak i umiarkowana niewydolność nerek, nie wpływają istotnie na farmakokinetykę leku. U osób w wieku podeszłym szybkość wydalania leku z organizmu jest zmniejszona. Pacjenci uczuleni na kwas acetylosalicylowy (aspirynę) mogą być także uczuleni na inne niesteroidowe leki przeciwzapalne. Dlatego meloksykamu nie należy stosować u pacjentów z astmą oskrzelową, polipami nosa, obrzękiem naczynioworuchowym i pokrzywką stwierdzanych w następstwie podawania kwasu acetylosalicylowego lub innych niesteroidowych leków przeciwzapalnych.

## Dawkowanie
Przy chorobie zwyrodnieniowej stawów dawka wynosi 7,5 mg na dobę, jednak w razie konieczności można ją zwiększyć do 15 mg (w dawce jednorazowej). Przy reumatoidalnym zapaleniu stawów i zesztywniającym zapaleniu stawów kręgosłupa maksymalna dawka dobowa wynosi 15 mg (w dawce jednorazowej), którą – w zależności od skuteczności terapeutycznej – można zmniejszyć do 7,5 mg na dobę. U pacjentów ze zwiększonym ryzykiem działań niepożądanych leczenie należy rozpocząć od dawki 7,5 mg na dobę. U dializowanych pacjentów z ciężką niewydolnością nerek nie należy stosować dawki większej niż 7,5 mg na dobę.

## Możliwe skutki uboczne
Środek powinien być dawkowany adekwatnie do wieku i masy ciała chorego. Możliwe działania niepożądane to problemy z układem pokarmowym (ból brzucha, zgaga, niestrawność, krwawienie z przewodu pokarmowego, biegunka, zaparcia), bóle i zawroty głowy, senność, zaburzenia widzenia, reakcje alergiczne, a także obniżenie sprawności psychomotorycznej.

## Synteza i oczyszczanie
W opracowanych metodach syntezy meloksykamu niepożądanym produktem ubocznym zanieczyszczającym produkt końcowy jest pochodna N-metylowa, której ilość według farmakopei europejskiej nie może przekraczać 0,05%. Związek ten usuwano dawniej za pomocą rekrystalizacji z 1,2-dichloroetanu, jednak obecne procedury farmaceutyczne nie pozwalają na stosowanie tego rozpuszczalnika i konieczne było stosowanie innych, pracochłonnych procedur (np. krystalizacji z acetonu). Wydajniejszą metodą jest  krystalizacja jego soli potasowej z wody, w której produkty alkilowane rozpuszczają się słabo.
W roku 2007 opublikowano czteroetapową metodę syntezy meloksykamu znakowanego deuterem, w celu zastosowania jako standardu do spektrometrii mas podczas oznaczania meloksykamu w moczu:
1. Alkilowanie sacharyny chlorooctanem metylu w dimetyloformamidzie wobec wodorku sodu:

1. Przegrupowanie Gabriela-Colmana:

1. Alkilowanie perdeuterowanym jodkiem metylu:

1. Reakcja z 2-amino-5-metylotiazolem:

i – reakcję przeprowadza się w temperaturze wrzenia m-ksylenu w atmosferze azotu przez 24 h.
Ostateczny produkt oczyszczono metodą chromatografii kolumnowej na żelu krzemionkowym.

## Preparaty
Preparaty handlowe: Aglan, Aspicam, Lormed, Mel, Melobax, Meloksam, Melotev, Meloxicam Arrow, MeloxiLek, Meloxistad, Moilec, Movalis, Movmax, Opokan, Remolexam, Reumelox, Trosicam